# Oberharz am Brocken
Oberharz am Brocken è una città tedesca di 9 754 abitanti, situata nel land della Sassonia-Anhalt.
Non esiste alcun centro abitato con tale nome: si tratta pertanto di un comune sparso.

## Storia
La città di Oberharz am Brocken venne creata il 1º gennaio 2010 dalla fusione delle città di Benneckenstein, Elbingerode e Hasselfelde con i comuni di Elend, Sorge, Stiege e Tanne.